# Corteno Golgi
Corteno Golgi je italská vesnice v centrálních Alpách v provincii Brescia, v údolí Valcamonica.
V oblasti jsou lesy a horské říčky. Nachází se zde také muzeum Camillo Golgiho, prvního Itala oceněného Nobelovou cenou za fyziologii a lékařství v roce 1906
Lyžařské centrum Aprica leží 8 km od města.

## Vývoj počtu obyvatel
Počet obyvatel